# Pretty Lady (film 1920)
Pretty Lady è un cortometraggio muto del 1920 diretto da John G. Blystone.

## Produzione
Il film fu prodotto dalla Fox Film Corporation (come Sunshine Comedies)

## Distribuzione
Distribuito dalla Fox Film Corporation, il film - un cortometraggio in due bobine - uscì nelle sale cinematografiche statunitensi il 22 novembre 1920.